# 卡济亚克 (洛特省)
卡济亚克（法語：Cazillac，法語發音：[kazijak]）是法国洛特省的一个旧市镇，属于古尔东区。2019年，卡济亚克与市镇莱卡特尔鲁特-迪洛特合并为新市镇凯尔西地区勒维尼翁。

## 地理
卡济亚克（44°59'53"N, 1°36'40"E）面积19.02 平方千米，位于法国奧克西塔尼大區洛特省，该省份为法国西南部内陆省份，北起顺时针与科雷兹省、康塔爾省、阿韦龙省、塔恩-加龙省、洛特-加龍省和多尔多涅省接壤。
与卡济亚克接壤的市镇（或旧市镇、城区）包括：萨拉扎克、卡瓦尼亚克、屈藏斯、马尔泰勒、莱卡特尔鲁特-迪洛特、斯特朗凯勒。

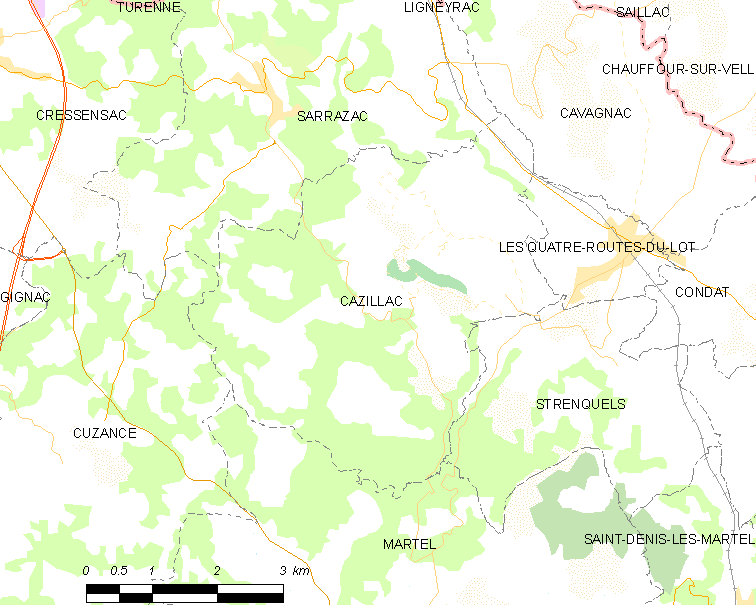
的OSM定位图

卡济亚克的时区为UTC+01:00、UTC+02:00（夏令时）。

## 行政
卡济亚克的邮政编码为46600，INSEE市镇编码为46067。

## 政治
卡济亚克所属的省级选区为马尔泰勒县。

## 人口

1962-2008年间人口变化图示

卡济亚克于2018年1月1日时的人口数量为423人。